# Phyllanthus warnockii
Phyllanthus warnockii är en emblikaväxtart som beskrevs av Grady Linder Webster. Phyllanthus warnockii ingår i släktet Phyllanthus och familjen emblikaväxter. Inga underarter finns listade i Catalogue of Life.